# The Constant (álbum)
The Constant es el cuarto álbum de estudio de la banda estadounidense Story of the Year y fue lanzado al mercado el 16 de febrero de 2010. El álbum fue producido por Elvis Baskette quien ha producido álbumes de artistas como Chevelle y Escape the Fate.
El vocalista Dan Marsala explicó que el título del álbum simboliza la ética de trabajo de la banda y el compromiso con ellos mismos y con sus fanes. "La música ha sido algo constante en la vida para nosotros", dijo. "Cuando voy a la cama pienso en la música y cuando me despierto es lo primero en mi mente. Lo constante puede significar cualquier cosa, ojalá nuestra banda dure para siempre y queremos que la música siga siendo una cosa constante en nuestras vidas, no importa lo que pase".
El 23 de octubre de 2009 la banda público una canción de adelanto del álbum en su Facebook titulada "To the Burial". La misma canción fue lanzada a través de ¡Tunes el 27 de noviembre de 2010. En su página web oficial señalaron que el primer sencillo sería la canción "I'm Alive", que fue estrenada en las emisoras estadounidenses el 31 de diciembre de 2009.
El álbum debutó en el #42 del Billboard 200 vendiendo 14,000 copias en su primera semana.

## Lista de canciones
| N.º | Título                   | Duración |  |
| 1.  | «The Children Sing»      | 4:07     |  |
| 2.  | «The Ghost of You and I» | 3:54     |  |
| 3.  | «I'm Alive»              | 4:16     |  |
| 4.  | «To the Burial»          | 4:04     |  |
| 5.  | «The Dream Is Over»      | 3:53     |  |
| 6.  | «Remember a Time»        | 4:18     |  |
| 7.  | «Holding on to You»      | 3:44     |  |
| 8.  | «Won Threw Ate»          | 3:46     |  |
| 9.  | «Ten Years Down»         | 3:53     |  |
| 10. | «Time Goes On»           | 4:04     |  |
| 11. | «Eye for an Eye»         | 2:14     |  |

| Bonus tracks |                      |          |  |
| N.º          | Título               | Duración |  |
| 12.          | «Your Unsung Friend» | 4:44     |  |
| 13.          | «Tonight We Fall»    | 3:46     |  |